# Laseczka wąglika
Laseczka wąglika (łac. Bacillus anthracis) – gatunek dużej, Gram-dodatniej, tlenowej bakterii. Przyjmuje najczęściej kształt laseczki o średnich rozmiarach 1–1,5 × 3–10 μm. Charakterystyczną cechą tej bakterii jest tworzenie przetrwalnikowych spor, które umożliwiają jej przeżycie w niesprzyjających warunkach nawet przez dziesięciolecia. Laseczka wąglika jest czynnikiem etiologicznym wąglika, choroby dotykającej głównie zwierzęta, jednak okazjonalnie występującej również u ludzi. Może ona przyjmować postać skórną, żołądkowo-jelitową lub oddechową. W końcowym etapie którejkolwiek odmiany wąglika może również dojść do zapalenia opon mózgowo-rdzeniowych czy śmierci.
Nazwa gatunku pochodzi od greckiego słowa άνθρακας (ánthrakas), oznaczającego węgiel co kojarzone było z charakterystycznym czarnym kolorem skórnych strupów towarzyszących skórnej odmianie wąglika. Laseczka wąglika jest jedynym obligatoryjnym patogenem w obrębie rodzaju Bacillus.
Ze względu na swoje chorobotwórcze cechy, bakteria ta w formie spor, wyjątkowo dobrze nadaje się do wykorzystania jako broń biologiczna zarówno w formie proszku jak i aerozolu. Taki rodzaj broni był rozwijany przez co najmniej pięć państwowych programów broni biologicznej – Wielkiej Brytanii, Japonii, Stanów Zjednoczonych, Rosji oraz Iraku. Również w innych krajach były podejmowane badania nad wykorzystaniem jej jako broni.

## Odkrycie
Laseczka wąglika została odkryta w 1876 roku przez Roberta Kocha. Prowadził on praktykę lekarską w Wolsztynie (ówczesnym niemieckim Wollstein) podczas której zajmował się badaniem wąglika. Niektóre pastwiska przeznaczone na wypas bydła były w tamtym czasie uważane za niebezpieczne, ze względu na wysoką śmiertelność na tę nieznaną wówczas chorobę. Badania Kocha wykazały obecność struktur w kształcie laseczki we krwi zwierząt dotkniętych chorobą. Odkrył on również, że choroba może być przenoszona poprzez transfuzję krwi od zwierząt chorych do zdrowych. Następnie przeprowadził szereg doświadczeń na zwierzętach, m.in. na myszach, świnkach morskich, królikach, psach, żabach i ptakach. Przenosił on krew od chorych zwierząt, wstrzykując ją zdrowym, co zawsze skutkowało pojawieniem się laseczkowatych struktur we krwi, węzłach chłonnych i śledzionie.
Kolejną obserwacją Kocha było zauważenie, że w optymalnych warunkach – w ciepłym, wilgotnym, natlenionym środowisku, bakterie będą rosły, wydłużały się i dzieliły tworząc podłużne filamenty. Z czasem w owych filamentach zaczynały pojawiać się z granule, które z czasem przekształcały się w kuliste twory. Po pewnym czasie filamenty zanikały i w ich miejscu pozostawały jedynie kuliste struktury, z których po wysuszeniu i ponownym umieszczeniu w wilgotnym środowisku odtwarzały się bakterie o pierwotnym, podłużnym kształcie. W istocie, zjawiskiem zaobserwowanym przez Kocha był proces sporulacji, wytwarzania przez bakterie odpornych na nieprzyjazne środowisko spor (przetrwalników), z których, w sprzyjających warunkach bakterie ponownie kiełkowały w klasyczną formę wegetatywną. Badania Roberta Kocha, skutkujące odkryciem Laseczki wąglika jako czynnika wywołującego wąglik, były pierwszym w historii powiązaniem konkretnego drobnoustroju z konkretną jednostką chorobową.

## Charakterystyka

### Morfologia i fizjologia komórki

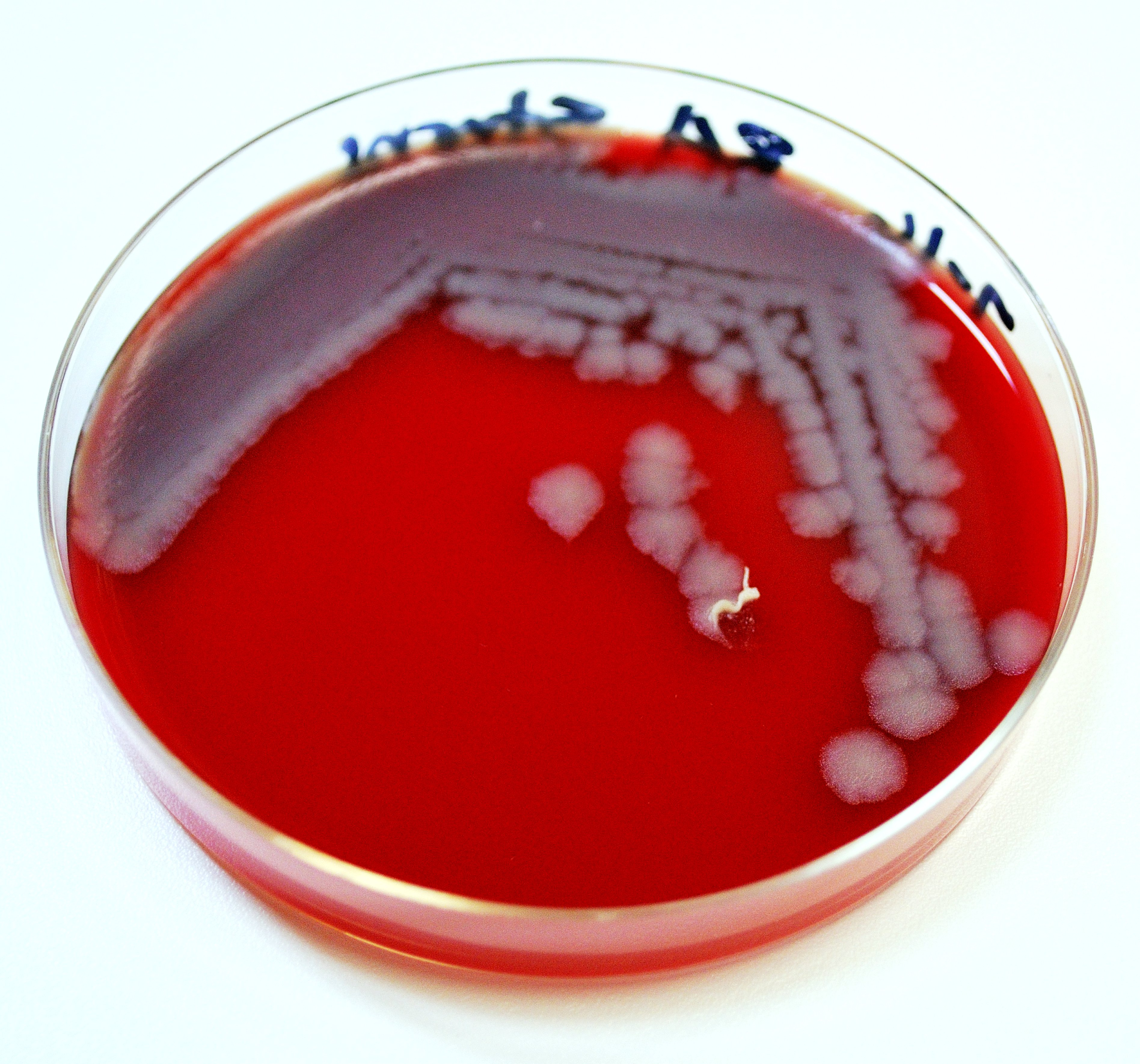
Wygląd kolonii Laseczki wąglika na podłożu agarowym z krwią

Bakteria ta jest fakultatywnym anaerobem co oznacza, że jest w stanie żyć zarówno w środowisku tlenowym jak i beztlenowym.  Naturalnym środowiskiem w jakim występuje jest gleba. Uważa się, że w środowisku zewnętrznym bakteria ta występuje głównie w formie przetrwalników i kiełkuje dopiero po znalezieniu się w organizmie gospodarza. Tak jak wszyscy przedstawiciele rodzaju Bacillus, w barwieniu metodą Grama wykazuje wynik dodatni. W obrębie swojego rodzaju jest lokowana w grupie Bacillus cereus razem z takimi gatunkami jak: B. cereus, B. thuringensis oraz B. mycoides. Pomimo bardzo dużego podobieństwa genetycznego i fenotypowego między tymi gatunkami, laseczka wąglika różni się od nich m.in. brakiem rzęski, produkcją otoczki, wrażliwością na penicyliny i brakiem aktywności hemolitycznej. Otoczka tej bakterii zbudowana jest z polimerycznie związanych cząsteczek kwasu D-glutaminowego i może być  ona łatwo wykryta przy pomocy barwienia negatywowego z użyciem np. tuszu chińskiego i obserwacją w mikroskopie świetlnym.

### Morfologia kolonii
Laseczki wąglika hodowane na płytce z podłożem tworzą zazwyczaj długie łańcuchy. Z kolei, w zainfekowanych tkankach obserwowane są z reguły krótkie łańcuchy złożone z 2–3 komórek. Na ogół bakteria ta tworzy białawe, płaskie kolonie o nieregularnych brzegach mające na ogół 2–5 mm średnicy. W zależności od tego czy warunki będą sprzyjać formowaniu się otoczki, kolonie mogą mieć fakturę szorstką (bakterie bez otoczek) lub śluzowatą (bakterie otoczkujące). Bakterie te, na ogół są w łatwy sposób możliwe do wyizolowania z tkanek gospodarza, jednak izolacja z gleby może wymagać zastosowania podłóż selekcyjnych ze względu na obecność innych przedstawicieli rodzaju Bacillus wykazujących bardzo zbliżoną morfologię kolonii.

### Produkcja spor

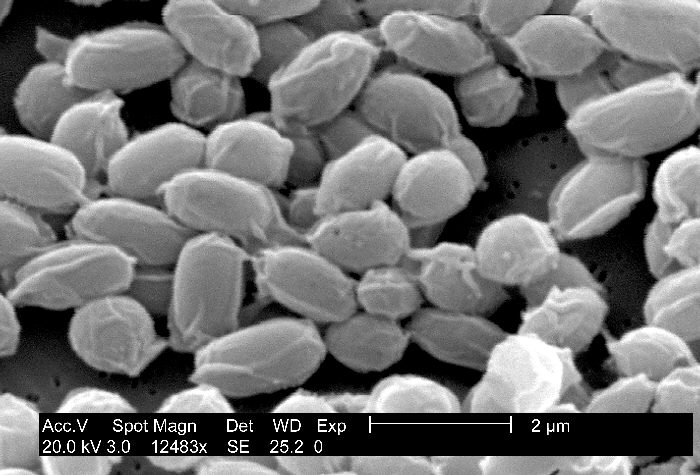
Spory Laseczki wąglika widziane na obrazie ze skaningowego mikroskopu elektronowego

Spory laseczki wąglika to odwodnione komórki posiadające grubą ścianę komórkową oraz dodatkowe warstwy po wewnętrznej stronie błony komórkowej. Bakteria w takim stanie jest przeżyć przez dekady. Sporulacja następuje w momencie zaistnienia w środowisku niekorzystnych warunków, np. braku składników odżywczych. W organizmie gospodarza spory są formowane w momencie, kiedy tkanki zostaną wyeksponowane na środowisko zewnętrzne. Ponowna germinacja (odtworzenie form wegetatywnych ze spor) następuje dopiero po dostaniu się do  sprzyjającego środowiska jak tkanki bądź krew kolejnego gospodarza. Sporulacja zachodzi najczęściej w ciągu 48 godzin i wymaga obecności tlenu w środowisku. Rozpoczyna się ona od asymetrycznego przedzielenia się komórki, w efekcie czego powstaje większy i mniejszy, zawierający materiał genetyczny, przedział. Następnie mniejszy z przedziałów ulega opłaszczeniu przez 3 warstwy: najbardziej wewnętrzny rdzeń zbudowany z peptydoglikanu, płaszcz zawierający kwas dipikolinowy, oraz egzosporium będące luźno przylegającą, baloniastą strukturą złożoną z wielu białek i glikoprotein. Po uformowaniu spory reszta komórki ulega lizie co skutkuje uwolnieniem przetrwalnika do środowiska.  Obecność egzosporium jest cechą diagnostyczną, odróżniającą laseczkę wąglika od niektórych innych przedstawicieli rodzaju Bacillus, jak np. Bacillus subtilis. Dojrzałe, uśpione spory są odporne na niekorzystne warunki środowiska jak: wysoka lub niska temperatura, promieniowanie ultrafioletowe i jonizujące, zmiany ciśnienia oraz szereg związków chemicznych (w tym 95% etanol). Kiedy przetrwalniki znajdą się w środowisku wodnym o odpowiednich warunkach, kiełkują i rosną jako nowe komórki wegetatywne.

### Genetyka
Laseczka wąglika posiada pojedynczy, kolisty chromosom składający się z 5 227 293 par zasad. Posiada również dwa plazmidy: pXO1 oraz pXO2, będące kolistymi, dwuniciowymi cząsteczkami DNA występującymi poza chromosomem.
| Cecha                              | Chromosom | pXO1    | pXO2   |
| ---------------------------------- | --------- | ------- | ------ |
| Rozmiar [pary zasad]               | 5 227 293 | 181 677 | 94 829 |
| Liczba genów                       | 5 508     | 217     | 113    |
| Udział replikonów [%]              | 84,3      | 77,1    | 76,2   |
| Średnia długość genu (nukleotydów) | 800       | 645     | 639    |
| Zawartość par G+C [%]              | 35,4      | 32,5    | 33,0   |
| Operony rRNA                       | 11        | 0       | 0      |
| Geny kodujące tRNA                 | 95        | 0       | 0      |
| Geny kodujące sRNA (małe RNA)      | 3         | 2       | 0      |
| Geny fagowe                        | 62        | 0       | 0      |
| Geny transpozonowe                 | 18        | 15      | 6      |
| Przerwane ramki odczytu            | 37        | 5       | 7      |
| Geny z przypisaną funkcją          | 2 762     | 65      | 38     |
| Hipotetyczne geny konserwatywne    | 1 212     | 22      | 19     |
| Geny o nieznanej funkcji           | 657       | 8       | 5      |
| Hipotetyczne geny                  | 877       | 122     | 51     |

## Chorobotwórczość

### Czynniki wirulencji

#### Plazmidy
W pełni wirulentny szczep laseczki wąglika posiada dwa duże plazmidy: pXO1 oraz pXO2, zawierające geny kodujące główne czynniki wirulencji: produkcję toksyny oraz formowanie się otoczki.

##### Plazmid pXO1
Plazmid pXO1 (182 kb) posiada 203 otwartych ramek odczytu w których zawarte są przede wszystkim geny kodujące strukturę białkowej toksyny: pagA (antygen ochronny), lef (czynnik letalny), cya (czynnik odpowiedzialny za tworzenie strupów) zlokalizowane na wyspie patogenności o wielkości 44,8 kb. Na wyspie patogenności zawarte są również geny: atxA oraz pagR kodujące odpowiednio białko AtxA oraz PagR regulujące produkcję toksyny i otoczki, a więc pośrednio wirulencję bakterii, gen kodujący adhezynę warstwy S – białko BslA, odpowiadające za adhezję bakterii do komórek ludzkich, trzygenowy operon gerX odpowiedzialny przypuszczalnie za kiełkowanie spor oraz gen kodujący topoizomerazę I (topA). Do tego na plazmidzie znajdują się geny enzymów takich jak resolwazy, integrazy, czy transpozazy, a także wiele ramek odczytu o niepoznanej dotąd funkcji, prawdopodobnie zaangażowanych w horyzontalny transfer genów.

##### Plazmid pXO2
Plazmid pXO2 (95 kb) posiada 85 przewidywanych ramek odczytu. Znajdują się na nim przede wszystkim zawiera geny capB, capC, oraz capA, które odpowiadają za syntezę otoczki z kwasu poli-γ-D-glutaminowego, gen dep odpowiedzialny za degradację otoczki oraz  gen acpA będący genem regulatorowym. Niewiele wiadomo na temat pozostałych genów znajdujących się na tym plazmidzie.

Otoczka Laseczki wąglika widoczna jako białe przejaśnienie wokół komórek

#### Otoczka
Otoczka laseczki wąglika jest zbudowana z kwasu poli-γ-D-glutaminowego i uważa się ją za jeden z dwóch głównych czynników wirulencji. Przyczynia się ona do chorobotwórczości poprzez nadawanie zdolności do unikania immunologicznych mechanizmów obrony gospodarza oraz wywoływanie sepsy. Otoczka laseczki wąglika hamuje fagocytozę, a jej budowa sprawia, że jest bardzo słabo immunogenna.

#### Toksyny
Toksyny laseczki wąglika odgrywają kluczową rolę w patogenezie wąglika. Poza laseczką wąglika podobne toksyny produkuje również Bordetella pertussis, czy Pseudomonas aeruginosa.  Złożone są z trzech białek działających w kombinacjach podwójnych: antygenu ochronnego (PA, ang. protective antigen), ze względu na jego zdolność do wywoływania odpowiedzi immunologicznej gospodarza przeciwko wągliki; czynnika letalnego (LF, ang.  lethal factor), który przypuszaczlnie należy do Zn2+-metaloproteinaz oraz czynnika odpowiedzialnego za tworzenie strupów (EF, ang. edema factor) będącego cyklazą adenylową zależną od kalmoduliny, której działanie indukuje zwiększanie wewnątrzkomórkowego poziomu cyklicznego AMP, co skutkuje wypływaniem płynów z komórek i tworzeniem się strupów. Czynnik PA oraz LF tworzą razem toksynę letalną (LeTx, ang. lethal toxin), która po dożylnej iniekcji wywołuje śmierć u zwierząt. Jest to efekt działania czynnika LF posiadającego zdolność do przerywania wiązań między większością izoform kinazy białkowej kinazy aktywowanej mitogenami – MAPKK/MAPK2 (ang. mitogen-activated protein kinase kinase), która odgrywa ważną rolę w aktywowaniu szlaku sygnałowego kinaz aktywowanych mitogenami (MAPK, ang. mitogen-activated protein kinase). Prowadzi to do śmierci makrofagów poprzez przerwanie szlaków zależnych od MAPK regulujących geny odpowiedzialne za przeżycie komórki oraz poprzez aktywację zależnych od proteasomów i inflamasomów szlaków prowadzących do przerwania wiązania w białku NALP1b co wiąże się z aktywacją kaspazy 1 odpowiedzialnej za apoptozę komórek. Drugą kombinacją białek są zestawione ze sobą czynniki PA oraz EF, które będą razem tworzyły toksynę odpowiedzialną za powstawanie strupów na skórze (EdTx, ang. edema toxin). Oddzielnie, żadne z wymienionych białek nie jest toksyczne. Wymienione toksyny reprezentują wyjątkowy rodzaj toksyn typu A-B.

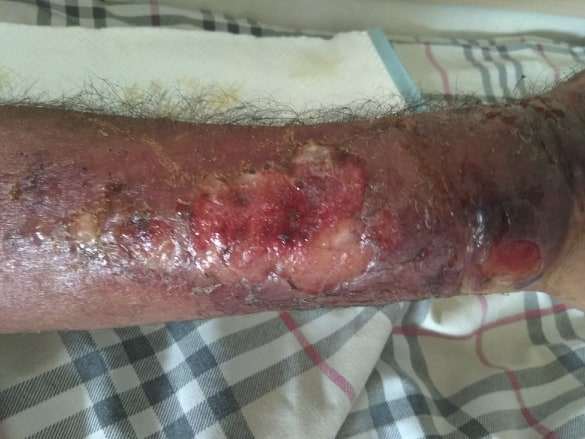
Strupy charakterystyczne dla skórnej odmiany wąglika

### Wąglik
Laseczka wąglika jest czynnikiem etiologicznym wywołującym chorobę wąglik występującą głównie u zwierząt roślinożernych, jednak może wystąpić również u innych ssaków, w tym u człowieka. Choroba rozpoczyna się wniknięciem spor do ciała gospodarza. Może to nastąpić poprzez wniknięcie przez uszkodzoną skórę, poprzez ugryzienie komara, a także zjedzenie zainfekowanego mięsa lub inhalację zarodników obecnych w powietrzu. Istnieją trzy formy wąglika: skórna, żołądkowo-jelitowa oraz oddechowa. Każda z form może rozwinąć się w śmiertelną formę układową wąglika.
- Forma skórna, najpowszechniej występująca (95% przypadków), charakteryzuje się występowaniem lokalnych czarnych, bolących strupów będących cechą charakterystyczną tej formy. Rany pojawiają się najczęściej na twarzy, szyi, ramionach, czy dłoniach i zazwyczaj rozwijają się po 1-7 dniach od infekcji[20].
- Wąglik żołądkowo-jelitowy, jest stosunkowo rzadki, jednak wysoko śmiertelny (25% przypadków kończy się śmiercią). Wywoływany jest w efekcie wtargnięcia spor do organizmu wraz z przyjętym pokarmem. Objawy to zazwyczaj gorączka i dreszcze, obrzęk szyi, bolesne przełykanie, chrypka, nudności, czy wymioty (również krwawe wymioty). Rzadziej pojawia się również biegunka, zaczerwienienie oczu a także obrzęk brzucha. Symptomy rozwijają się od 1 do 7 dni od zarażenia[20].
- Wąglik oddechowy może początkowo wykazywać niespecyficzne objawy podobne do przeziębienia, takie jak: lekka gorączka, nadmierne pocenie się, dyskomfort w klatce piersiowej, bóle mięśniowe i inne objawy grypopodobne. Objawy pojawiają się zazwyczaj po upływie tygodnia od ekspozycji na spory laseczki wąglika[20].

Wszystkie formy mogą również rozwinąć się w infekcję systemową, której towarzyszą symptomy podobne do szoku, sepsa, czy niewydolność oddechowa prowadzące najczęściej do śmierci.

### Leczenie
Antybiotykami pierwszego rzutu w leczeniu wąglika są penicyliny. Stosunkowo rzadko izolowane są szczepy oporne na tę grupę antybiotyków. Ich liczba mieści się w zakresie 3-5% izolatów. In vitro, laseczka wąglika jest wrażliwa na penicyliny, fluorochinolony, tetracykliny, chloramfenikol, aminoglikozydy, makrolidy, karbapenemy, ryfampicynę oraz wankomycynę. Z kolei antybiotyki na które bakteria ta jest oporna to przede wszystkim cefalosporyny, trimetoprim oraz sulfonamidy. Profilaktyka poekspozycyjna nie jest rekomendowana dla osób bez objawów wąglika, chyba że, zostaną one uznane za realnie narażone na zagrożenie ze strony spor laseczki wąglika. Poza zahamowaniem wzrostu bakterii, w leczeniu wąglika ważne jest również neutralizowanie powstałych toksyn. W tym celu stosowane są leki zawierające przeciwciała monoklonalne anty-PA zatwierdzone przez FDA i stosowane w Stanach Zjednoczonych od 2012 roku. W Europie preparaty nie są dopuszczone do użytku.

## Szczepienia
Prawie wszystkie szczepionki stosowane w profilaktyce wąglika opierają się na czynniku PA toksyny laseczki wąglika, jako na głównym czynniku immunogennym. Pierwsza szczepionka przeciwko zakażeniom wywoływanym przez laseczkę wąglika opracował Louis Pasteur już w 1881 roku. Była ona jednak stosowana jedynie do szczepienia zwierząt. Szczepionki do stosowania przez ludzi pojawiły się dopiero w połowie XX wieku. Mimo że szczepionki zapewniały skuteczną ochronę przed zachorowaniem na wąglik, charakteryzowały się szeregiem niedogodności jak: brak standaryzacji, wysoki koszt produkcji szczepionki, wymaganie częstego podawania dawki przypominającej, czy efekty uboczne. W Chinach oraz w Rosji w produkcji szczepionek wykorzystywane są żywe, bezotoczkowe, toksykogenne szczepy laseczki wąglika. W Stanach Zjednoczonych stosowana jest szczepionka opracowana w latach 60. XX wieku z kilkoma ulepszeniami mającymi na celu zmniejszenie dawki i wprowadzeniu nowych dróg podania. Trwają również testy kliniczne nowych szczepionek opartych na rekombinowanych czynnikach PA toksyny, co może wpłynąć na zmniejszenie jej toksyczności przy jednoczesnym poprawieniu immunizacji.
Od początku XXI wieku prowadzone są również badania nad szczepionką opartą na otoczce laseczki wąglika, jako czynniku immunizującym. Jej niska zdolność do wywoływania odpowiedzi immunologicznej, a tym samym słaba zdolność do generowania odporności może zostać zniwelowana poprzez skoniugowanie otoczki z szeregiem różnych białek. Podejmowane były również próby koniugowania otoczki laseczki wąglika z kompleksem białkowym błony zewnętrznej bakterii Neisseria meningitidis, co wywoływało silną odpowiedź ze strony układu odpornościowego jednak tylko częściowo chroniło przed infekcją jak również łączenie otoczki z peptydoglikanem co skutkowało nabyciem pełnej odporności przed infekcją skórną laseczki wąglika. Obecnie stale rozwijane są również szczepionki doustne, oparte na składnikach roślinnych, wykorzystujące różne adiuwanty, czy drogi podania.

## Ewolucja
Pełne zsekwencjonowanie genomu laseczki wąglika pozwoliło na bardzo dokładne odtworzenie filogenetyki tej bakterii. Badanie jej ewolucji znacznie ułatwia fakt, że bakteria ta jest monomorficzna, cechuje się niską zmiennością genetyczną, na którą wpływ miał brak mierzalnego horyzontalnego transferu genów od momentu powstania gatunku (specjacji). Niska zmienność genetyczna wynika z krótkiej historii ewolucyjnej gatunku, przez co nie doszło jeszcze do zagęszczenia polimorfizmów pojedynczego nukleotydu (ang. single nucleotide polymorphism, SNP). Tempo ewolucji laseczki wąglika jest powolne z bardzo istotnej przyczyny. Większość mutacji zachodzi w momencie replikacji materiału genetycznego, która nie zachodzi, kiedy bakteria w formie przetrwalników znajduje się w glebie, gdzie do replikacji może nie dochodzić nawet przez dziesiątki lat.
Laseczka wąglika (Bacillus anthracis) jest zaliczana razem z gatunkami Bacillus cereus, Bacillus thuringiensis, Bacillus weihenstephanensis, Bacillus mycoides oraz Bacillus pseudomycoides do zbiorczej grupy o nazwie Bacillus cereus. Istnieją badania wskazujące, że wszystkie te gatunki ze względu na wysokie podobieństwo genetyczne powinny być podgatunkami zgrupowanymi w obrębie jednego gatunku – Bacillus cereus. Ich traktowanie jako oddzielne gatunki jest związane z ich unikalnymi cechami fenotypowymi jak np.: wąglik wywoływany przez laseczkę wąglika, czy toksyna owadobójcza produkowana przez Bacillus thuringiensis.

### Pseudogen
U bakterii z grupy Bacillus cereus występuje gen PlcR będący globalnym czynnikiem transkrypcyjnym kontrolującym ekspresję większości czynników wirulencji u Bacillus cereus oraz u Bacillus thuringiensis. Jest on kodowany chromosomalnie i występuje powszechnie w obrębie komórki. Co jednak interesujące, w wypadku Bacillus anthracis gen ten jest zmutowany, występuje w nim mutacja pojedynczego nukleotydu będąca jednak mutacją nonsensowną, przez co cały gen jest niefunkcjonalny. Ta właściwość może być choć po części odpowiedzialna za niektóre wyjątkowe cechy tego gatunku jak brak lecetynazy oraz aktywności hemolitycznej. Z tego powodu Bacillus anthracis nie opiera swojej wirulencji na ekspresji genów chromosomalnie, ale jedynie na genach znajdujących się na plazmidach pOX1 oraz pOX2 odpowiedzialnych za powstawanie toksyny i otoczki.

## Szczepy
Jak dotąd wyizolowano z różnych materiałów kilkaset szczepów Bacillus anthracis. Do najciekawszych z nich należą:
- szczep Sterne (34F2, nazywany również szczepem "Waybridge"), odkryty w 1930 roku i stosowany przez bakteriologa Maxa Sterne'a w swojej szczepionce. Szczep ten naturalnie utracił swój plazmid pOX2. Dzięki temu nie produkuje on otoczki o w konsekwencji nie jest on wirulentny. Jednakże, immunizacja tym szczepem indukuje odporność również na dziki szczep. Te właściwości sprawiły, że szczep Sterne jest współcześnie najczęściej wykorzystywanym szczepem do immunizacji zwierząt domowych. Cechuje go również duże bezpieczeństwo stosowania[32].
- szczep Vollum, wyizolowany po raz pierwszy od krów w brytyjskim hrabstwie Oxfordshire w 1935 roku i nazwany na cześć odkrywcy Roya Volluma. W przeszłości prowadzono nad nim badania w kierunku stosowania go jako broni biologicznej przez USA, Wielką Brytanię, czy Irak. Testowany był m.in. przez Brytyjczyków na wyspie Gruinard (szczep Vollum-14578), z kolei amerykanie stosowali go w pracach nad głowicami zawierającymi broń biologiczną (szczep Vollum 1B). Próbowano również zwiększyć wirulencję szczepu, poprzez pasażowania go na makakach 36-krotnie. W wyniku otrzymano szczep Vollum M-36 cechujący się bardzo dużą wirulencją, przez co stosowano go do testowania szczepionek przeciwko laseczkom wąglika.
- szczep Anthrax 836, odkryty w 1953 roku w Kirowie na terenie ówczesnego ZSSR. Cechuje go wysoka wirulencja, dzięki czemu zwrócił na siebie uwagę radzieckich, wojskowych ośrodków badających broń biologiczną. Również ten szczep jest odpowiedzialny za katastrofę, która wydarzyła się w 1979 roku w Swierdłowsku, gdzie w wyniku uwolnienia przetrwalników bakterii do atmosfery umarło 105 osób.
- szczep Ames, wyizolowany od krów w amerykańskim stanie Teksas, w 1981 roku. Szeroko znany stał się po zastosowaniu go w ataku biologicznym, kiedy 7 listów zawierających biały proszek ze sporami laseczki wąglika zostało dostarczonych do siedzib mediów publicznych oraz dwóch senatorów. W wyniku ataku zakażeniu uległo wówczas 17 osób, z czego 5 poniosło śmierć.